# Videojoc de simulació de governs
El videojoc de simulació de governs és un gènere de videojoc on el jugador assumeix el control del govern d'un territori i ha de dur-lo a l'èxit a partir de la política interior, el control pressupostari i a vegades les campanyes electorals o la guerra amb països veïns. Pot complementar-se amb el videojoc de construcció de ciutats o imperis, essent una fase o atribut del líder que ha d'expandir el seu territori.

## Jocs cèlebres
- Balance of Power
- On the Campaign Trail
- President Elect
- Democracy